# Christian Timm
Christian Timm (ur. 27 lutego 1979 w Herten-Westerholt) – niemiecki piłkarz występujący na pozycji napastnika. Obecnie jest zawodnikiem Karlsruher SC.

## Kariera klubowa
Timm jako junior grał w klubach SV Westerholt, SG Herten-Langenbochum oraz Borussia Dortmund, do której trafił w 1992 roku. Do jej pierwszej drużynie został przesunięty w sezonie 1996/1997. W Bundeslidze zadebiutował 26 kwietnia 1997 roku w przegranym przez jego zespół 0-2 pojedynku z Arminią Bielefeld. W debiutanckim sezonie w lidze zagrał trzy razy, a jego drużyna wygrała Ligę Mistrzów i Superpuchar Europy. Natomiast w lidze uplasowała się na trzeciej pozycji. Przez kolejne dwa sezony Timm nadal był rezerwowym ekipy z Dortmundu. W sumie w jej pierwszej drużynie spędził trzy lata. W tym czasie zagrał dla Borussii 15 razy.
W 1999 roku odszedł do drugoligowego 1. FC Köln. Pierwszy występ w 2. Bundeslidze zanotował 14 sierpnia 1999 w wygranym przez jego zespół 1-0 pojedynku z Rot-Weiß Oberhausen. Natomiast 27 sierpnia 1999 w ligowym meczu ze Stuttgarter Kickers, zakończonym wynikiem 4-1, strzelił pierwszego gola w ligowej karierze. Na koniec rozgrywek 2. Bundesligi uplasował się z zespołem na pierwszej pozycji w lidze i awansował z nim do ekstraklasy. Pierwszą bramkę w Bundeslidze zdobył 15 września 2000 w przegranym 1-3 spotkaniu z 1. FC Kaiserslautern. W 2002 roku po spadku jego klubu do drugiej ligi, Timm opuścił zespół. Łącznie w barwach Köln rozegrał 68 spotkań i strzelił 15 goli.
Latem 2002 roku podpisał kontrakt z pierwszoligowym 1. FC Kaiserslautern. Debiutował tam 5 października 2002 w ligowym meczu z Energie Cottbus, zakończonym wynikiem 4-0 na korzyść jego drużyny. W Kaiserslautern pełnił głównie rolę rezerwowego. Przez trzy sezony zagrał tam 26 razy i zdobył 3 bramki.
W styczniu 2005 roku za darmo trafił do drugoligowego SpVgg Greuther Fürth. Pierwszy mecz zaliczył tam 23 stycznia 2005 w wygranym 4-2 pojedynku z Rot Weiss Ahlen. W Greuther Fürth Timm był podstawowym graczem wyjściowej jedenastki. W ciągu dwóch i pół roku gry dla tego klubu, wystąpił tam w 81 meczach, w których zdobył 21 bramek.
W 2007 roku Timm podpisał kontrakt z beniaminkiem ekstraklasy - Karlsruher SC. W jego barwach zadebiutował 21 lipca 2007 w przegranym 0-1 meczu Pucharu Ligi Niemieckiej z FC Schalke 04. Natomiast w Bundeslidze pierwszy raz dla KSC zagrał 12 sierpnia 2007 w wygranym 2-0 spotkaniu z 1. FC Nürnberg. W sezonie 2008/2009 Timm nadal uczestniczy z klubem w rozgrywkach Bundesligi.

## Kariera reprezentacyjna
Timm jest byłym reprezentantem Niemiec U-21. W kadrze młodzieżowej grał w latach 1999-2001 w tym czasie rozegrał tam 10 spotkań i zdobył 4 bramki.